# Murfatlar (companie)
Murfatlar este o companie producătoare de vinuri din România.

## Date generale
Compania dispune de 3.000 de hectare în zona localităților Murfatlar, Valul lui Traian, Poarta Albă și Siminoc. Compania a fost înființată în 1943 cu numele de Stațiunea Experimentală Viti Vinicolă Murfatlar.
În anul 1955, podgoria este extinsă la o suprafață de 2.100 de hectare, prin înființarea Întreprinderii de Stat Murfatlar.
Compania produce o gamă largă de vinuri, acoperind toate segmentele, de la albe la roșii, și de la seci la dulci sau licoroase. Printre mărcile de vinuri produse de companie se numără: Rai de Murfatlar, Zestrea Murfatlar, Sec de Murfatlar, Conu Alecu, Ferma Nouă, 3Hectare, Lacrima lui Ovidiu, Murfatlar Rai Grand Reserve, Arezan, Babanu și Zaraza.
Acționarii principali ai companiei sunt Euroavipo și Euro Trade Invest, ambele din Buzău, care dețin 41,94%, respectiv 39,01% din acțiunile Murfatlar, iar Vitivinicola Basarabi, Constanța, controlează 19,04% din capital. Murfatlar este controlată indirect de familia Dobronauțeanu, George Ivănescu și Cătălin Bucura.
Murfatlar face parte din grupul Euro, alături de Euroavipo, producătorul rachiului Hanul Ars și al coniacului Unirea, Romanian Drinks Service și Signus Romania Distribution. De asemenea, în portofoliul Euro mai intră producatorul de mezeluri Principal Company și producătorul de apă minerală Bibco Biborțeni.
De-a lungul timpului, vinurile produse de companie au primit numeroase premii la concursuri internaționale.
În martie 2012, compania a intrat în insolvență.

## Cifra de afaceri
- 2011: 44 milioane euro [7]
- 2008: 48 milioane euro [1]
- 2006: 36 milioane euro [5]